# ナビエリート
ナビエリート（Navielite）は、アイシンAW（現:アイシン）が開発したカーナビゲーションスマートフォンアプリ。
2011年（平成23年）、iPhone用アプリとして発売された。車載カーナビゲーションの大手メーカーが手がけるスマートフォンアプリとしては初の製品であり、多くの注目を集めた。発売当初に発表された開発コンセプトは「クルマだけでなく個人に密着したナビゲーションの視点、ウェアラブルナビゲーション（身に着けられるナビゲーション）の発想」であった。
2022年（令和4年）3月31日をもってサービスを終了した。

## 対応プラットフォーム
iOS iPhone用アプリ
Android用アプリ

## バージョン履歴
「地図更新のみ不具合対応のみ」を除いた、新機能追加の履歴は下記の通り。
バージョン表記は ピリオドにて区切られた3つの数字から構成され、これを(X.Y.Z)と表現した時、Xは不動（常に1）Yはメジャーリビジョン、Zはマイナーリビジョン（不具合修正）を示す事が一覧から窺える。

### 1.x
iOS版を元に記述。
| バージョン | 配布開始日     | 内容                                                                                                 |  |
| ---------- | -------------- | --- |  |
| 1.5.0      | 2011年1月11日  | 最初のリリースバージョン。                                                                           |  |
| 1.5.1      | 2011年1月24日  | 地図が黒く表示される不具合対応                                                                       |  |
| 1.5.2      | 2011年3月10日  | 音楽再生時のミュート動作切り替え機能                                                                 |  |
| 1.6.0      | 2011年4月27日  | ピンチ操作での地図縮尺変更機能                                                                       |  |
| 1.6.2      | 2011年5月19日  | 音楽再生時のミュート動作切り替え機能                                                                 |  |
| 1.7.0      | 2011年6月15日  | URLスキーマ機能対応、音声案内の音質改善、ルート離脱判定改善                                          |  |
| 1.8.0      | 2011年7月30日  | クロスリンク検索、ガイドブック検索対応、サーバへのメモリ地点バックアップ                             |  |
| 1.9.0      | 2011年10月10日 | 走行軌跡のKMLフォーマット書き出し機能、目的地メール送信機能、写真の位置情報から目的地設定機能        |  |
| 1.9.2      | 2011年11月16日 | iOS 5対応                                                                                            |  |
| 1.10.0     | 2011年12月5日  | iOS連絡先からの目的地設定、規制情報配信エリア拡大                                                    |  |
| 1.11.0     | 2012年2月15日  | Yahoo JAPANからのクロスリンク検索対応                                                                |  |
| 1.12.1     | 2012年4月24日  | 食べログからのクロスリンク検索対応、インタフェース                                                   |  |
| 1.13.0     | 2012年6月1日   | トヨタ純正ディスプレイ連携対応                                                                       |  |
| 1.14.1     | 2012年10月5日  | 「ポイントセットメニュー(長押しポップアップ)機能搭載、起動時ニュース機能                             |  |
| 1.16.0     | 2012年10月17日 | iOS 6、iPhone 5の画面サイズに対応                                                                    |  |
| 1.17.0     | 2013年1月15日  | シェア機能：高速道路情報のTwitter検索機能搭載                                                        |  |
| 1.18.0     | 2013年3月19日  | シェア機能：「待ち合わせナビ」機能搭載                                                               |  |
| 1.19.0     | 2013年1月15日  | クロスリンク検索：Facebookチェックインを目的地に設定                                                 |  |
| 1.21.0     | 2013年9月12日  | iOS 7対応                                                                                            |  |
| 1.22.0     | 2013年12月11日 | お試し機能：「トンネル内でも自車が進む(OBD経由/速度維持)」搭載、ユーザ自身による端末登録リセット機能 |  |
| 1.23.2     | 2014年3月3日   | お試し機能「トンネル内でも自車が進む」機能のレベルアップ                                             |  |
| 1.24.0     | 2014年4月21日  | シェア機能「第3弾 KML形式ファイル取り込み」オービス等の警告に対応                                    |  |
| 1.25.0     | 2014年6月16日  | シェア機能「第4弾 イマドコナビ」、UI改良：3点タッチでの現在地表示                                    |  |
| 1.26.0     | 2014年7月14日  | 「圏央道」を含む道路地図更新のみ (地図更新のみでメジャーリビジョンが上がった初のケース)              |  |
| 1.33.0     | 2015年12月21日 | Myドライブルートの追加、日付読み上げ機能、自車マークの点滅の廃止                                     |  |